# Skate 2
Skate 2 es un videojuego de patinaje sobre ruedas desarrollado por la compañía Black Box Games y distribuido por Electronic Arts. Es la secuela del juego de 2007 Skate. Skate 2 fue publicado en enero de 2009 para PlayStation 3 y Xbox 360. El videojuego ha sido calificado con un 16+ en el PEGI por violencia, y con un T en el ESRB por razones bastante más notables que en el juego original, como las actividades delictivas (contratar a Big Black para que te proteja de los seguratas, por ejemplo), por los retos de la Sala del Dolor, Campeonatos, Dominar los Spot, Carreras, etc.

## Argumento
La acción de Skate 2 se sitúa cinco años después de los acontecimientos en Skate. Durante Skate It, muchos desastres misteriosos (identificado como terremotos en Skate 2) devastaron la ciudad, dejándola en ruinas y provocando una evacuación de masas de la ciudad. La ciudad ha sido cambiada notablemente, pero si los jugadores han jugado al juego anterior, podrán reconocer lugares que aparecían anteriormente. La nueva ciudad ha sido llamada New San Vanelona. Sin embargo, en vez de un paraíso para los patinadores que la ciudad solía ser, la seguridad ha sido aumentada por Mongo Corp.(una empresa de seguridad) para proteger las mejores partes de la ciudad. La mayor parte de los mejores spots tienen trabas sobre ellos para impedir a patinadores patinar sobre ellos, y hay guardias de seguridad por todas partes. Se avanza por la historia sacando fotos para las revistas y finalmente consiguiendo la portada,(Thrasher Magazine, Skateboard Mag).

## Jugabilidad
Skate 2 dobla la cantidad de trucos que había en el Skate original, incluyendo Handplants, footplants, fingerflips, trucos de "lip", north ollies, el hippy jump y finalmente la capacidad a skitch (Agarrarse al parachoques de un coche para ganar velocidad). Skate 2 también gana la opción de creación de un personaje masculino o femenino. Los jugadores también pueden bajarse de su tabla y pasearse. Mientras van a pie, los jugadores pueden mover ciertos objetos en el mundo, creando sus propios spots.
Los jugadores pueden cargar sus "spots" en línea vía Xbox o Playstation. Además, los jugadores descargan "Spots" de otro jugadores y tratan de batir la máxima puntuación para hacerse con ellos. Casi 100 tipos diferentes de objetos pueden ser movidos por el jugador. Skate 2 también consta de un editer que permite cambiar tanto la apariencia de el skater como de su tabla. Skate 2 apoyos multijugador en línea sobre la Red de PlayStation y Xbox Live. Los modos de juego destacados son la Domina el Spot, S.K.A.T.E., Deathrace, Sala del Dolor o Freeskate entre otros.

## Desarrollo
En febrero de 2008 el presidente de juegos Frank Gibeau de EA habló en una presentación para analistas de industria que declaran que el juego original fijó números más grandes sobre la PlayStation 3 y Xbox 360 que la Confirmación de Tony Hawk, principal rival en este campo. A causa de estos números sorprendentes la empresa había decidido comenzar el desarrollo de una secuela.En mayo de 2008 la secuela fue oficialmente fue anunciada, sin embargo ningunos detalles fueron facilitados excepto las plataformas para las que sería lanzado, PlayStation 3 y Xbox 360. 
EA Blackbox, en Skate 2 todavía se perciben más las características arquitéctonicas de Vancouver, Barcelona y San Francisco. Una demostración para Skate 2 fue lanzado para la Xbox 360 vía el bazar de Xbox el 8 de enero de 2009 y para la PlayStation 3 vía la Tienda de PlayStation el 15 de enero de 2009. La demostración presenta a jugadores, a una pequeña sección de Nuevo San Vanelona, el Parque de patinaje de Slappy, donde se puede jugar con los mandos únicos y algunas opciones de personalización. También se añadían algún aspectos de la trama principal y modos juegos como La Sala del Dolor.